# Carollia subrufa
Carollia subrufa је врста слепог миша из породице Phyllostomidae.

## Распрострањење
Ареал врсте покрива средњи број држава.
Врста има станиште у Мексику, Никарагви, Костарици, Гвајани, Гватемали, Хондурасу и Салвадору.

## Станиште
Станиште врсте су шуме.

## Начин живота
Исхрана врсте Carollia subrufa укључује воће.

## Угроженост
Ова врста је наведена као последња брига, јер има широко распрострањење и честа је врста.